# Antonio Alkana
Antonio Alkana (Ciudad del Cabo, Sudáfrica, 12 de abril de 1990) es un atleta sudafricano, especialista en la prueba de 110 m vallas, en la que logró ser campeón africano en 2018

## Carrera deportiva
En el Campeonato Africano de Atletismo de 2018 celebrado en Asaba (Nigeria) ganó la medalla de oro en los 110 m vallas, con un tiempo de 13.51 segundos, por delante del nigeriano Oyeniyi Abejoye (plata con 13.87 segundos) y del liberiano Welington Zaza (bronce con 13.88 segundos).